# Дафлкот

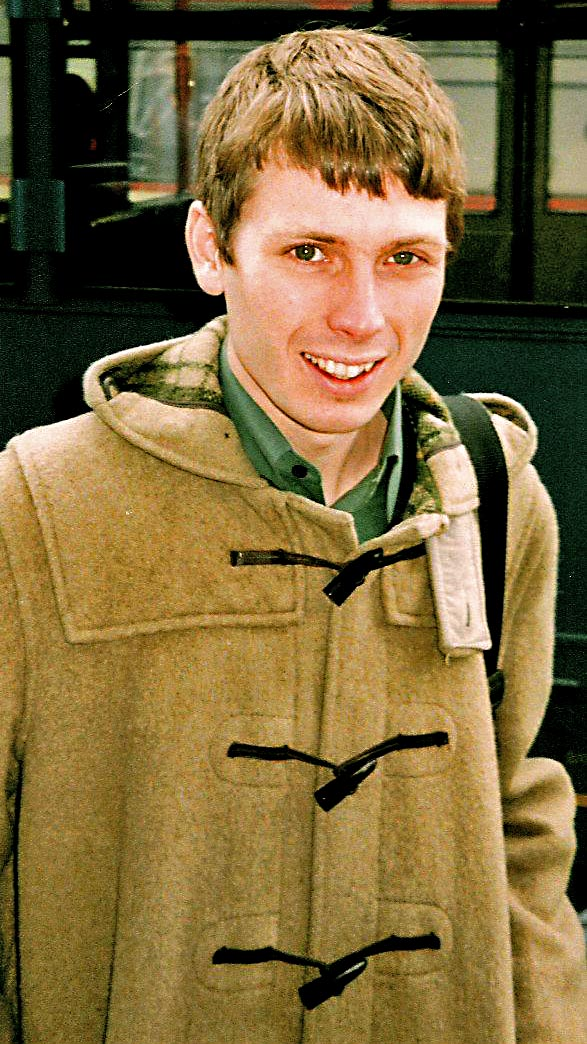
Алекс Капранос з гурту Franz Ferdinand у дафлкоті

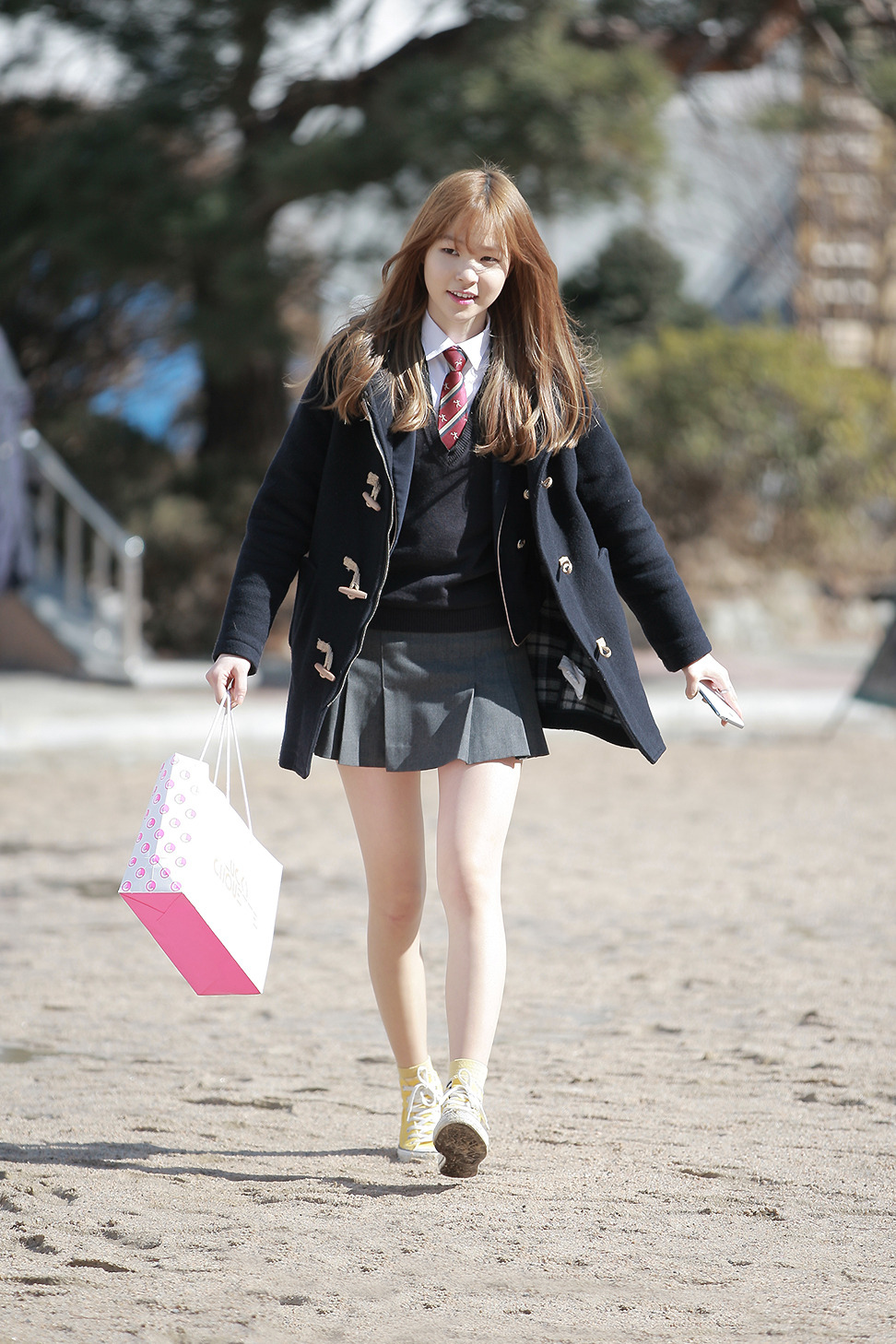
Японська студентка в дафлкоті

Да́флкот (англ. duffel coat) — однобортне вовняне пальто прямого силуета з каптуром. Характерною деталлю є застібки типу «бранденбург» — з довгими петлями і ґудзиками-цурочками. Зазвичай сягає колін, хоча існують і довші і коротші моделі.
Назва пов'язана з бельгійським містечком Деффел — звідти походить щільна вовняна тканина, яку первісно використовували для пошиву цього одягу.

## Історія
Можливим предком дафлкота вважається польський військовий сюртук з каптуром і ґудзиками-цурочками, що з'явився у 1820-х, і на 1850 рік він поширився у Європі. У 1850-х виробник верхнього одягу Джон Партрідж (John Partridge) створив перший варіант сучасного дафлкота. Матеріалом слугував «деффел» або «дафл» (duffel) — вовняна тканина з бельгійського міста Деффел, внаслідок чого він і отримав свою назву. Цікаво, що цей же матеріал використовувався для пошиву речових мішків, звідки походить і їхня англійська назва duffel bag.
У 1890-х Адміралтейство розмістило замовлення деяким виробникам на виготовлення дафлкотів для Військового флоту — під назвою «convoy coat» («ескортний бушлат»). Конструктивні особливості цього одягу були зручні для моряків: великі ґудзики з широкими петлями полегшували застібання і розстібання руками в рукавичках, а широкий каптур можна було надягати на кашкет.
Дизайн дафлкота мало змінився аж до часів Другої Світової війни. Фельдмаршал Монтгомері був любителем цього одягу, бажаючи бути ближчим до підлеглих, внаслідок чого дафлкот відомий у Британії під неофіційною назвою «Monty coat», а в Італії і Греції — як «монтгомері» (італ. montgomery, грец. μοντγκόμερυ). У Польщі дафлкот офіційно називається budrysówka («будрисівка»).
Завдяки великим запасам флотської уніформи на сховищах, які були пущені у вільний продаж, у 1950-1960-х роках дафлкот став популярною формою одягу, зокрема, серед студентства. У 1954 році почався випуск дафлкотів із застібками з шкіри і рогу водяного буйвола, з підкладкою у подвійну клітинку.
Зараз дафлкот є елементом як чоловічого, так і жіночого верхнього одягу.